# Kármel (hegy)
A Kármel Izrael északi részén elhelyezkedő tengerparti hegyvonulat, Haifa városától délkeletre.
39 km hosszúságban és 8 km szélességben húzódik, a hegy lába Haifánál a Földközi-tengerig ér, keletről a Jezréel-völgy határolja.
Eredetileg ősi kánaáni kultuszhely. A Bibliában az Ószövetség elmondja a Kármel hegyén történt Illés próféta és a Baál papjai közti vetélkedés történetét, amely Illés és Isten csodatételével ér véget. A történet helyének ma közismert neve Muhraka, ahol egy karmelita kápolna és oltár áll.
Más ókori feljegyzések is megemlékeznek a hegyről. A Kr. e. 4. században élő Püthagorasz görög bölcs felkereste és imádkozott a hegyen. Tacitus római történetíró is járt itt, és elgondolkozott arról az Istenről, akit nem ábrázolnak, akiről nem készítenek szobrokat, mint a pogány istenekről.
A középkorban is éltek itt a világtól elfordult, elmélkedő remeték magányosan, vagy kisebb közösségben. Berthold de Limogés francia lovag (Szent Bertold) a 12. században a Kármelen alapított egy szerzetesrendet, a karmeliták rendjét. A rend a Szentföldön ma is működik, és a Kármel-hegyi szent helyeket gondozza.